# 石川藍
石川 藍（いしかわ あい、3月1日 - ）は、日本の女性声優。北海道札幌市出身。賢プロダクション所属。

## 略歴
スクールデュオ19期生。2019年4月より賢プロダクション所属。
富良野塾OBである納谷真大に師事し、多数の舞台に出演。上京後はアルバイト先の居酒屋で朗読や劇を自ら企画・上演していた。

## 人物
趣味・特技にはスウェーデン語（少々）、ジャズダンス、講談、落語、ミュージカル鑑賞、旅行をそれぞれ挙げている。
資格は実用英語技能検定2級、江戸文化歴史検定3級。
好きな休日の過ごし方は、映画館で映画を2本観た後、カレーかスンドゥブか麻辣湯麺か回転寿司を食べて寄席に行くこと。美術館も好き。

## 出演

### テレビアニメ
2019年
- ファンタシースターオンライン2 エピソード・オラクル（アークス）

2020年
- 織田シナモン信長（主婦）
- ハイキュー!! TO THE TOP（五色の祖母）
- 僕のヒーローアカデミア（男子児童）
- 映像研には手を出すな!（ラーメン屋店員）
- くまクマ熊ベアー（女冒険者、店主、貴族）

2022年
- ふしぎ駄菓子屋 銭天堂（結婚式場の来場客、同級生、生徒）
- ニンジャラ（サンディ）

2023年
- ひろがるスカイ!プリキュア（2023年 - 2024年、市民、吉井るい、先生、プニバード族、子ども 他）
- 王様ランキング 勇気の宝箱（女性）
- サザエさん
- 冒険大陸 アニアキングダム（トリー〈子ども〉）

2025年
- TO BE HERO X（ナイスのファン、ヒーロー、ネットの民、ヤン・チョンの母、ケン 他）
- 渡くんの××が崩壊寸前（息子、直人の母）

### 劇場アニメ
- 劇場版 うたの☆プリンスさまっ♪ マジLOVEキングダム（2019年、観客キャスト）

### Webアニメ
- 薄明の翼（2020年、子供たち）
- 日本沈没2020（2020年、女性作業員）
- SAND LAND: THE SERIES（2024年、サンドランド国民、フォレストランド国民）

### ゲーム
- ファイナルファンタジーVII リメイク（2020年）
- ファイナルファンタジーVII リバース（2024年）
- VALORANT（2024年、ヴァイス）

### 吹き替え

#### 映画
- 愛の行方（シシリー）
- アマチュア（女性アンカー2[6]）
- インディ・ジョーンズと運命のダイヤル[7]
- オハナ
- セーヌ川の水面の下に[8]
- タロット 死を告げるカード（ペイジ〈アヴァンティカ〉[9]）
- ナイトメア・アリー[10]
- Be With You 〜いま、会いにゆきます（チョリ、ジュンソン）
- ホーム・アローン3（搭乗口担当(1)） - 日本テレビ版[11]
- ホーム・チーム（デニス〈ブライアント・タルディ〉）
- MEG ザ・モンスターズ2（店客女[12]）
- ライリー・ノース -復讐の女神-（リサ・インマン〈アニー・イロンゼ〉）

#### ドラマ
- ウォーキング・デッド シーズン9（ケリー〈エンジェル・セオリー〉）
- グランパは新米スパイ（ディディ<ステファニー・ベアトリス>）
- Julie and the Phantoms（フリン）
- セックス・エデュケーション（マキシーン〈ティニア・ミラー〉）
- フラーハウス（女性客）
- モダン・ラブ（タミー）

#### アニメ
- OK K.O.! めざせヒーロー（ウィラミナ〈メリック・バーガー〉）
- 卓球少女 -閃光のかなたへ-（女性1[13]）
- ヒルダの冒険（ガンサー、若いアストリッド）
- 緑のたまごとハム（ドナ）
- 龍族 -The Blazing Dawn-（案内音声）

### ボイスオーバー
- シンガポール・ソーシャル（ポール母、ニコール母、チェリー）
- 地球ドラマチック
- 冒険！世界ミステリーハンター（マイラ）

### 初出話一覧
1. 1 2 3 4  第1話初出
2. 1 2  第4話初出
3. ↑  第6話初出
4. ↑  第8話初出
5. ↑  第16話初出
6. ↑  第10話初出
7. ↑  第2735話初出
8. ↑  第29話初出
9. ↑  第3話初出
10. ↑  第5話初出
11. ↑  第11話初出